# Be Lonely
Be Lonely è un singolo del cantante italiano Mario Biondi, pubblicato il 6 novembre 2009 come primo estratto dal secondo album in studio  If.
Il brano ha raggiunto il primo posto dei più trasmessi dalle radio italiane.